# Twilight sága: Zatmění
Twilight sága: Zatmění je americký romantický fantasy thriller z roku 2010. Třetí díl byl dokončen krátce po druhém tedy Novém měsíci kvůli zachování sedmnáctiletého vzhledu Roberta Pattinsona. Premiéra byla stanovena na 30. června roku 2010. Film režíroval David Slade.

## Obsazení
| Xavier Samuel           | Riley           |
| Robert Pattinson        | Edward          |
| Kristen Stewartová      | Bella           |
| Bryce Dallas Howard     | Victoria        |
| Catalina Sandino Moreno | Maria           |
| Jack Huston             | Royce King II.  |
| Julia Jones             | Leah Clearwater |
| Boo Boo Stewart         | Seth Clearwater |
| Jodelle Ferland         | Bree Tanner     |

## Popis
Bella tráví s Edwardem více a více času, a proto s ní Jacob Black nemluví. Vše se ale změní, když v Seattlu začínají podivné vraždy. Konečná bitva s Victorií se blíží.

## Soundtrack

### 1. CD
1. Metric – Eclipse (All Yours)
2. MUSE – Neutron Star Collision (Love Is Forever)
3. The Bravery – Ours
4. Sia – My Love
5. Fanfarlo – Atlas
6. The Black Keys – Chop And Change
7. The Dead Weather – Rolling In On A Burning Tire
8. Beck and Bat For Lashes – Let's Get Lost
9. Vampire Weekend – Jonathan Low
10. UNKLE – With You In My Head (Feat. The Black Angels)
11. Eastern Conference Champions – A Million Miles An Hour
12. Band of Horses – Life On Earth
13. Cee Lo Green – What Part of Forever
14. Howard Shore – Jacob's Theme
15. MiMi – Don't You Mourn The Sun (Bonustrack)

### 2. CD

#### The Score
Instrumentální hudbu ke třetímu dílu složil Howard Shore. Na skladbě Weeding Plans se podíleli Metric na instrumetální Weeding Plans navazuje píseň Eclipse z 1.CD .
1. Riley
2. Compromise/Bella's Theme
3. Bella's Truck/Florida
4. Victoria
5. Imprinting
6. The Cullens Plan
7. First Kiss
8. Rosalie Listen
9. Decisions, Decisions…
10. They're Coming Here
11. Jacob Black
12. Jasper Listen
13. Wolf Scent
14. Mountain Peak
15. The Kiss
16. The Battle/Victoria vs. Edward
17. Jane
18. As Easy as Breathing
19. Wedding Plans